# 岡本太右衛門
岡本 太右衛門（おかもと たえもん）は、岐阜県岐阜市の名跡。株式会社ナベヤの経営者である岡本家の当主が代々襲名する。

## 一覧
- 岡本太右衛門 (6代)（1850年 - 1907年） - 鋳物師・実業家。12代岡本太右衛門とも。
- 岡本太右衛門 (7代)（1876年 - 1943年） - 鋳物師・実業家。6代の息子。13代岡本太右衛門とも。
- 14代岡本太右衛門（1902年 - 1973年） - 実業家。養子。株式会社鍋屋鋳造所社長。
- 15代岡本太右衛門（1930年 - ） - 実業家。株式会社ナベヤ社長・会長。